# Lily Gladstone
Lily Gladstone (Browning, 2 agosto 1986) è un'attrice statunitense.
Ha debuttato sul grande schermo con il film Jimmy P. (2012), collaborando con la regista Kelly Reichardt nei film indipendenti Certain Women (2016) e First Cow (2019). Nel 2023 ha ricevuto il plauso della critica per la sua interpretazione nel film Killers of the Flower Moon di Martin Scorsese (2023), per il quale si è aggiudicata il Golden Globe come la migliore attrice in un film drammatico e lo Screen Actors Guild Award per la migliore attrice cinematografica, venendo candidata al Critics Choice Award e al Premio Oscar nella sezione miglior attrice protagonista.
Attiva anche in campo televisivo, è apparsa negli episodi di Room 104 (2017-2020), Billions (2016-2023) e Reservation Dogs (2021-2023) e nella miniserie televisiva Under The Bridge (2024), per la quale ha ricevuto la sua prima candidatura al Premio Emmy come migliore attrice non protagonista in una miniserie o film e la seconda allo Screen Actors Guild Award per la migliore attrice in una miniserie o film per la televisione.

## Biografia
Nativa americana, discende dalle tribù dei Nasi Forati e dei Piedi Neri. Da parte di madre, è una discendente del cugino di primo grado di William Ewart Gladstone, che è stato Primo ministro del Regno Unito quattro volte. Uno dei suoi bis-bisnonni paterni era Corvo Rosso, un capo della nazione Kainah. È cresciuta nella Riserva indiana dei Piedi Neri a Browning, nel Montana, fino a 11 anni. Una delle sue prime esperienze di recitazione da bambina fu quando il Missoula Children's Theatre venne all'East Glacier Park Village per mettere in scena Cenerentola e lei fu scelta per il ruolo di una delle sorellastre malvagie.
Si è trasferita nell'area di Seattle durante gli anni della scuola media per essere più vicina a sua nonna. Lì venne iscritta allo Stone Soup Theatre, una compagnia teatrale educativa senza scopo di lucro per i giovani di Seattle, che la portò poi a recitare in film e tesi studentesche. Si è diplomata alla Mountlake Terrace High School di Mountlake Terrace, Washington nel 2004. Gladstone ha frequentato l'Università del Montana dove ha studiato recitazione. Si è laureata nel 2008. Dopo la laurea, ha tenuto corsi e laboratori di recitazione nella sua comunità natale.

### Carriera
Ha fatto il suo debutto cinematografico in Jimmy P. del 2013. Dopo diversi ruoli minori, Gladstone ha interpretato il ruolo di Kate Keller nella produzione itinerante nazionale del Montana Repertory Theatre del 2014 di The Miracle Worker. Ha recitato nel 2016 nei panni di Jamie, allevatrice, nel film Certain Women di Kelly Reichardt. Il ruolo è valso a Gladstone il premio Los Angeles Film Critics Association Award alla miglior attrice non protagonista e il premio Boston Society of Film Critics Award per la migliore attrice non protagonista. Ha anche ricevuto una candidatura per l'Independent Spirit Award per la miglior attrice non protagonista e come miglior interprete emergente al Gotham Independent Film Awards 2016. Gladstone ha fatto parte della compagnia di recitazione dell'Oregon Shakespeare Festival nel 2017 e ha recitato nella produzione di Manahatta al Yale Repertory Theatre, diretto da Mary Kathryn Nagle nel 2020. Ha avuto un piccolo ruolo nel film First Cow di Kelly Reichardt del 2019 e ha poi recitato nel film del 2022 The Unknown Country, diretto da Morrisa Maltz, per il quale ha ricevuto un Gotham Independent Film Award.
Nel febbraio 2021 è stata scelta per il ruolo principale di Mollie Kyle nel film di Martin Scorsese Killers of the Flower Moon, insieme a Leonardo DiCaprio e Robert De Niro, che è stato distribuito nelle sale nell'ottobre 2023. La sua interpretazione ha ricevuto il plauso della critica. Nel 2024, ha vinto il Golden Globe per la migliore attrice in un film drammatico; è stata la prima donna nativa americana a essere candidata e la prima a vincere un Golden Globe come attrice. Viene candidata al Premio Oscar sempre nel 2024 divenendo la prima attrice Nativa americana a ottenere la candidatura, venendo però battuta da Emma Stone, nonostante le previsioni e i numerosi premi ricevuti prima hanno fatto intuire che la Gladstone fosse molto vicina alla vittoria. Il 29 aprile viene annunciato che sarà membro della giuria della selezione ufficiale del Festival di Cannes 2024, presieduta dalla regista e sceneggiatrice Greta Gerwig.

## Filmografia

### Attrice

#### Cinema
- Universal VIP, regia di Gyasi Ross e Ken White (2012) - cortometraggio
- Jimmy P. (Jimmy P. (Psychotherapy of a Plains Indian)), regia di Arnaud Desplechin (2013)
- Winter in the Blood, regia di Alex Smith e Andrew J. Smith (2013)
- Subterranea, regia di Mathew Miller (2015)
- Certain Women, regia di Kelly Reichardt (2016)
- Buster's Mal Heart, regia di Sarah Adina Smith (2016)
- Walking Out, regia di Alex Smith e Andrew J. Smith (2017)
- The Thin Line, regia di Neil Thompson (2017)
- First Cow, regia di Kelly Reichardt (2019)
- Little Chief, regia di Erica Tremblay (2020) - cortometraggio
- Freeland, regia di Mario Furloni e Kate McLean (2020)
- Two Eyes, regia di Travis Fine (2020)
- The Unknown Country, regia di Morissa Maltz (2022)
- Quantum Cowboys, regia di Geoff Marslett (2022)
- The Last Manhunt, regia di Christian Camargo (2022)
- Fancy Dance, regia di Erica Tremblay (2023)
- Killers of the Flower Moon, regia di Martin Scorsese (2023)
- The Wedding Banquet, regia di Andrew Ahn (2025)

#### Televisione
- Room 104 – serie TV, episodi 1x01-4x10 (2017-2020)
- Scalped, regia di Adil El Arbi e Bilall Fallah – film TV (2017)
- Billions – serie TV, 6 episodi (2019-2023)
- Reservation Dogs – serie TV, episodi 2x09-3x10 (2022-2023)
- Under the Bridge – miniserie TV (2024)

### Doppiatrice
- Tuca & Bertie – serie TV, episodio 2x01 (2021)

## Riconoscimenti
- Premio Oscar
  - 2024 – Candidatura alla migliore attrice per Killers of the Flower Moon
- Golden Globe
  - 2024 – Migliore attrice in un film drammatico per Killers of the Flower Moon[1][2]
- Screen Actors Guild Award
  - 2024 – Migliore attrice protagonista per Killers of the Flower Moon[16]
  - 2024 – Candidatura al miglior cast cinematografico per Killers of the Flower Moon
  - 2025 – Candidatura alla migliore attrice in una miniserie o film per la televisione per Under the Bridge

- Premio Emmy
  - 2024 – Candidatura alla migliore attrice non protagonista in una miniserie o film per Under the Bridge

- Critics' Choice Awards
  - 2024 – Candidatura alla migliore attrice per Killers of the Flower Moon[17]

- Boston Society of Film Critics
  - 2016 – Migliore attrice non protagonista per Certain Women[11]
- Gotham Independent Film Awards
  - 2016 – Candidatura alla miglior interprete emergente per Certain Women[13]
  - 2023 – Miglior interpretazione protagonista per The Unknown Country[15]
- Independent Spirit Awards
  - 2017 – Candidatura alla miglior attrice non protagonista per Certain Women[12]
- Los Angeles Film Critics Association
  - 2016 – Migliore attrice non protagonista per Certain Women[10]
- National Board of Review Award
  - 2023 – Miglior attrice per Killers of the Flower Moon[18]
- New York Film Critics Circle Award
  - 2023 – Miglior attrice protagonista per Killers of the Flower Moon[19]
- Satellite Award
  - 2024 – Migliore attrice in un film drammatico per Killers of the Flower Moon

## Doppiatrici italiane
Nelle versioni in italiano delle opere in cui ha recitato, Lily Gladstone è stata doppiata da:
- Benedetta Ponticelli in Fancy Dance, Killers of the Flower Moon
- Ughetta d'Onorascenzo in Certain Women
- Gemma Donati in Under the Bridge